# Eriovixia enshiensis
Eriovixia enshiensis là một loài nhện trong họ Araneidae.
Loài này thuộc chi Eriovixia. Eriovixia enshiensis được miêu tả năm 1994 bởi Chang-Min Yin & Zhao.